# Norman Dawn
Norman O. Dawn (Argentina, 25 de mayo de 1884 - Santa Mónica, California, 2 de febrero de 1975) fue uno de los primeros directores de cine estadounidenses. Hizo varias mejoras en la toma mate para aplicarla a la película, y fue el primer director en utilizar la retroproyección en el cine.

## Las innovaciones de Dawn en tomas de vidrio y tomas mate
La primera película de Dawn Misiones de California hizo un uso extensivo de la toma de vidrio, en la que ciertas cosas se pintan en un trozo de cristal y se colocan entre la cámara y la acción en vivo. Muchos de los edificios que Dawn estaba filmando fueron destruidos parcialmente; al pintar secciones de techo o paredes, se hizo la impresión de que los edificios estaban enteros. La principal diferencia entre la toma de vidrio y la toma mate es que con una toma de vidrio, toda la filmación se realiza con una sola exposición de película.

Dawn combinó su experiencia con la toma de vidrio con las técnicas de la toma mate. Hasta este momento, la toma mate era esencialmente una doble exposición: una sección del campo de visión de la cámara se tapaba con un trozo de cartón para bloquear la exposición, la película se rebobinaba y la parte bloqueada también se filmaba con la acción en vivo. En su lugar, Dawn utilizó piezas de vidrio con secciones pintadas de negro (que era más eficaz para absorber la luz que el cartón), y transfirió la película a una segunda cámara fija en lugar de simplemente rebobinar la película. La pintura mate fue dibujada para coincidir exactamente con la proporción y la perspectiva de la toma de acción en vivo. El bajo costo y la alta calidad de la toma mate de Dawn lo convirtieron en el pilar del cine de efectos especiales durante todo el siglo.

Dawn patentó su invención el 11 de junio de 1918 y demandó por violación de la patente tres años después. Los coacusados, artistas del mate que incluían a Ferdinand Pinney Earle y Walter Percy Day, demandaron en contra, alegando que la técnica de enmascarar imágenes y la doble exposición habían sido tradicionales en la industria, una batalla legal que Dawn finalmente perdió.

## Australia
Dawn trabajó en Australia durante varios años, dirigiendo una adaptación de gran presupuesto de la novela clásica de Marcus Clarke , For the term of His Natural Life en 1927, y un musical, Showgirl's Luck en 1931, que fue la primera película sonora en Australia ( 1931).

## Filmografía
Una lista parcial de las películas de Dawn se puede encontrar en la Internet Movie Database. Aquí están algunas otras películas que no se mencionan en IMDb:[cita requerida]
- Missions of California: 1907
- Gypsy Love: 1910
- Women of Toba: 1910
- Story of the Andes: 1911
- Ghost of Thunder Mountain: 1912
- Man of the West: 1912
- The Drifter: 1913
- Oriental Love: 1916
- The Girl in the Dark: 1917
- The Kaiser, the Beast of Berlin: 1917
- Danger, Go Slow: 1918

Hay colección de Norman O. Dawn en la Colección de Rescate  de la Universidad de Texas, Austin.
'*'De acuerdo con el libro  Efectos Especiales: la Historia y La Técnica (RICKITT, Richard Ed. Watson-Guptill Publications, [s.l], 2000), página 190, Norman O. Dawn nació en un campo de ferrocarril boliviano. Bolivia no Argentina.